# Club Social, Cultural y Deportivo Primero de Mayo
El Club Deportivo Primero de Mayo es un equipo profesional de fútbol de la ciudad de Guaranda, Ecuador. Fue fundado el 13 de marzo de 1987. Se desempeña en la Segunda Categoría del Campeonato Ecuatoriano de Fútbol.
Está afiliado a la Asociación de Fútbol Profesional de Bolívar.
- Datos: Q5774591